# Nir Banim
Nir Banim (hebr.: ניר בנים) – moszaw położony w samorządzie regionu Be’er Towijja, w Dystrykcie Południowym, w Izraelu.
Leży w północno-zachodniej części pustyni Negew.

## Historia
Moszaw został założony w 1954 przez dzieci z okolicznych moszawów.

## Gospodarka
Gospodarka moszawu opiera się na intensywnym rolnictwie i uprawach warzyw w szklarniach.

## Komunikacja
Na wschód od moszawu przebiega droga ekspresowa nr 40  (Kefar Sawa-Ketura).